# Musée de la Maison d'Oural Tansikbayev
Musée de la Maison d'Oural Tansikbayev ( ouzbek : Xalq rassomi akademik Oral Tansiqboev uy-muzeyi ) est un musée dédié à l'artiste du peuple de l'URSS Oural Tansikbayev.
Le musée a été ouvert le 16 janvier 1981  comme une branche du Musée d'Etat d'Arts de l'USSR  . Elizaveta Tansikbayeva, la veuve d'Oural Tansikbayev, est devenue la fondatrice et la première directrice du musée. En 1988, elle a été remplacée par le mari de la nièce de l'artiste Saltan Ibragimovich Takhoev ,,, . En 2012, le directeur par intérim était Nodirbek Pirmukhamedov  . Actuellement, le directeur du musée est Farkhod Jalilov  .

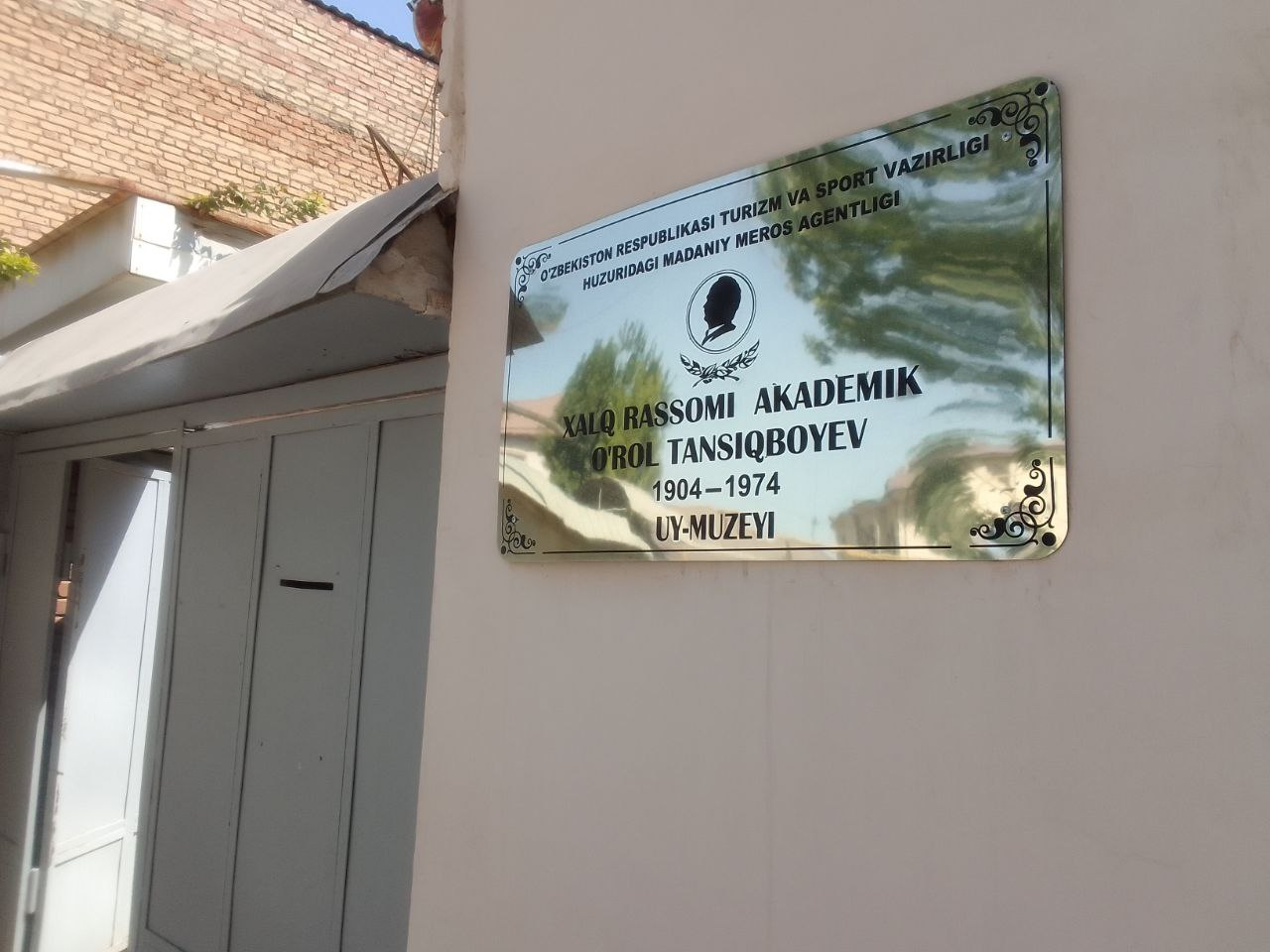
Entrée de la maison-musée

Le musée est directement subordonné à l'Agence du patrimoine culturel de la République d'Ouzbékistan.
Le musée se compose des locaux suivants :
- Le bâtiment principal est une partie mémorielle (chalet à deux étages), où l'artiste a vécu les sept dernières années (1967-1974). );
- Locaux administratifs;
- Une salle d'exposition à deux étages (galerie) avec un dépôt de fonds, mise en service en 1994, l'année du 90e anniversaire de l'artiste.
- Le jardin qui entoure la maison, planté par l'artiste lui-même.

Le fonds principal du musée comprend des documents, une bibliothèque, des documents photographiques, des articles ménagers et ethnographiques, des arts appliqués, des peintures, des graphiques et des sculptures.
1. 1 2  Руслан Байгануров, « Музею Тансыкбаева — 25 лет » [archive du 4 mars 2016], Независимая газета «Новости Узбекистана» (consulté le 27 juillet 2018)
2. ↑  Ташкент. Энциклопедия 1983.
3. ↑  «Правда Востока» | Лариса Левтеева — Хранитель памятиModèle:Недоступная ссылка
4. ↑  «Правда Востока» | Оксана Кадышева — Дом, наполненный тепломModèle:Недоступная ссылка
5. ↑  « РеаБиз — бизнес-справочник стран СНГ — Дом-музей У.Тансыкбаева » [archive du 13 avril 2018] (consulté le 20 août 2013)
6. ↑  «Народное слово» | Ирина Мирная — Дом-музей Урала ТансыкбаеваModèle:Недоступная ссылка
7. ↑  (ru) « ГражданинГорожанин #65 - Урал Тансыкбаев, дом-музей и Бухарская школа живописи » (consulté le 16 juillet 2022)